# Aleksejevskaja
Aleksejevskaja (Russisch: Алексеевская uitspraakⓘ) is een station aan de Kaloezjsko-Rizjskaja-lijn van de Moskouse metro.

## Geschiedenis
Aan het eind van de Tweede Wereldoorlog telde het metronet 29 stations en werd de bouw van de koltsevaja-lijn (ringlijn) gestart. Stalin wilde de stations ook als schuilkelder bij een nucleaire aanval kunnen gebruiken en de ringlijn, met twaalf stations, werd dan ook op grote diepte gebouwd. Nieuwe projecten, zoals de Rizjskaja-radius, die nog ten tijde van Stalin werden ontworpen kwamen ook op grote diepte. Van deze plannen zijn negen van de elf stations gebouwd volgens Stalins plannen. Na de dood van Stalin werd al in 1954 het bovengrondse station Pervomajskaja (provisorium) toegevoegd. De Rizjskaja-radius, waar Aleksejevskaja deel van uit maakt, werd wel op grote diepte gebouwd maar versoberd qua interieur. Aleksejevskaja is het vijftigste station van de Moskouse metro al waren er tot 7 november 1958 maar 47 ingebruik omdat vier ondiep gelegen stations in opdracht van Stalin waren gesloten. Op de plankaarten uit de periode 1954 – 1957 werd de naam Aleksejevskaja gebruikt, begin 1958 verscheen de naam Sjtsjerbakovskaja op de kaarten. Uiteindelijk werd het station geopend onder de naam “Mir”, een verwijzing naar de Prospekt Mira waar het station naast ligt. Op 26 oktober 1966 werd het overstappunt tussen de Rizjskaja-radius en de Koltsevaja-lijn omgedoopt van Botanitsjeski Sad in Prospekt Mira. Om verwarring te voorkomen werd het station alsnog genoemd naar Aleksandr Sjtsjerbakov ter ere van zijn verdiensten in de Tweede Wereldoorlog. In 1990 verscheen op de lijnborden in de metro's de naam Novo-Aleksejevskaja, die het station echter nooit heeft gedragen. Op 5 november 1990 werd alsnog de oorspronkelijk beoogde naam Aleksejevskaja aan het station gegeven. Op het officiële naambord dat in 2010 bij roltrap werd opgehangen stond bij de datum van de omdoping echter foutief 1991. De naam stamt uit het einde van de veertiende eeuw toen Vasili I van Moskou melding maakte van de dorpen Bujlovskoje en Oleksejevski. In documenten uit de 17e eeuw heeft de nederzetting de naam Kopytovo-Aleksejevskaja. Deze dubbele naam is vermoedelijk te danken aan een medewerker van het Tsjoedovklooster, Zachari Vasiliejev Kopytov. In 1621 werd het landgoed Kopytovo per decreet van de Tsaar eigendom van prins Dmitri Troebetskoi. De nieuwe eigenaar bouwde de stenen St. Alexis kerk en het landgoed kreeg de naam Aleksejevskoje.

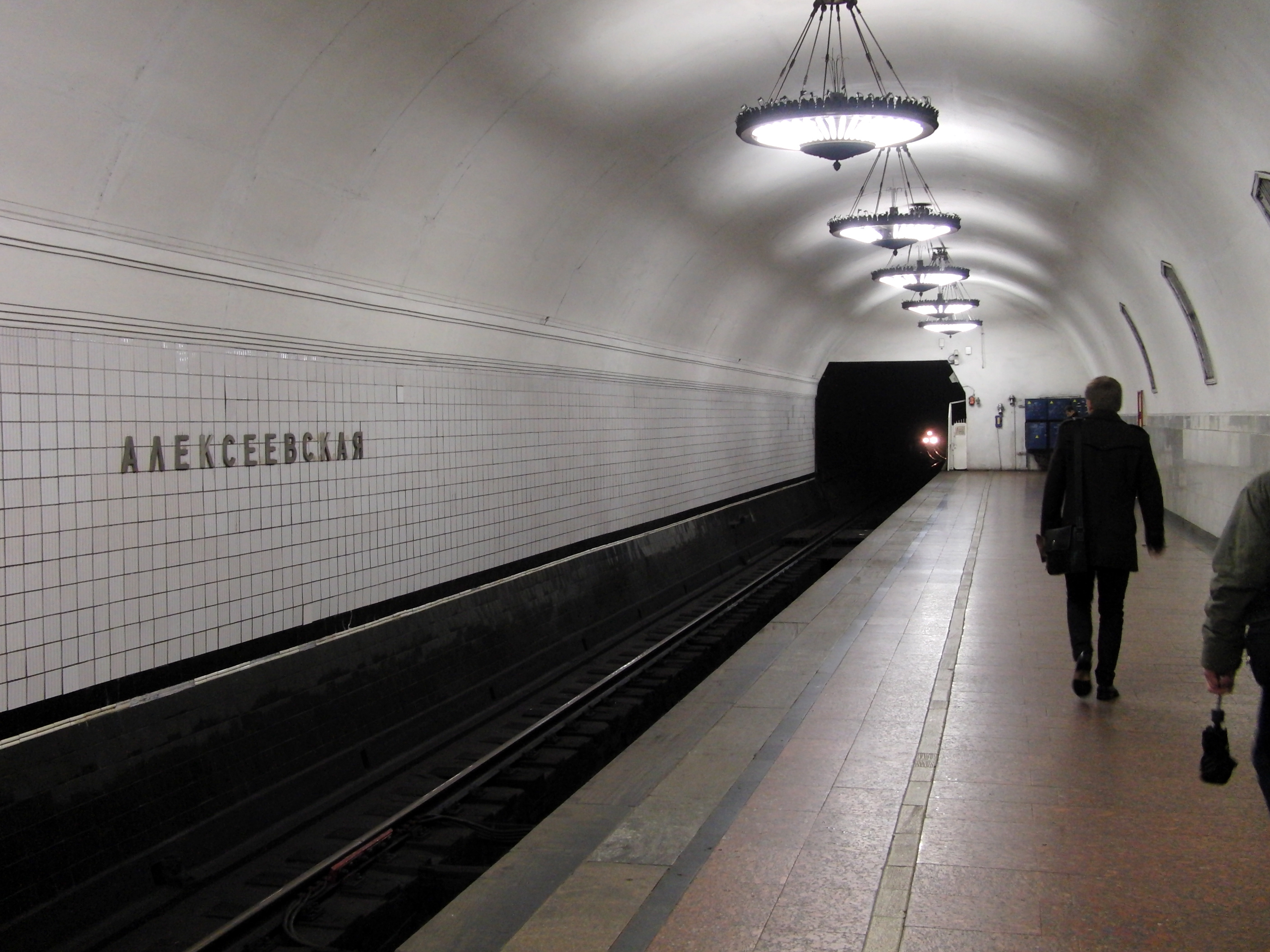
Het perron
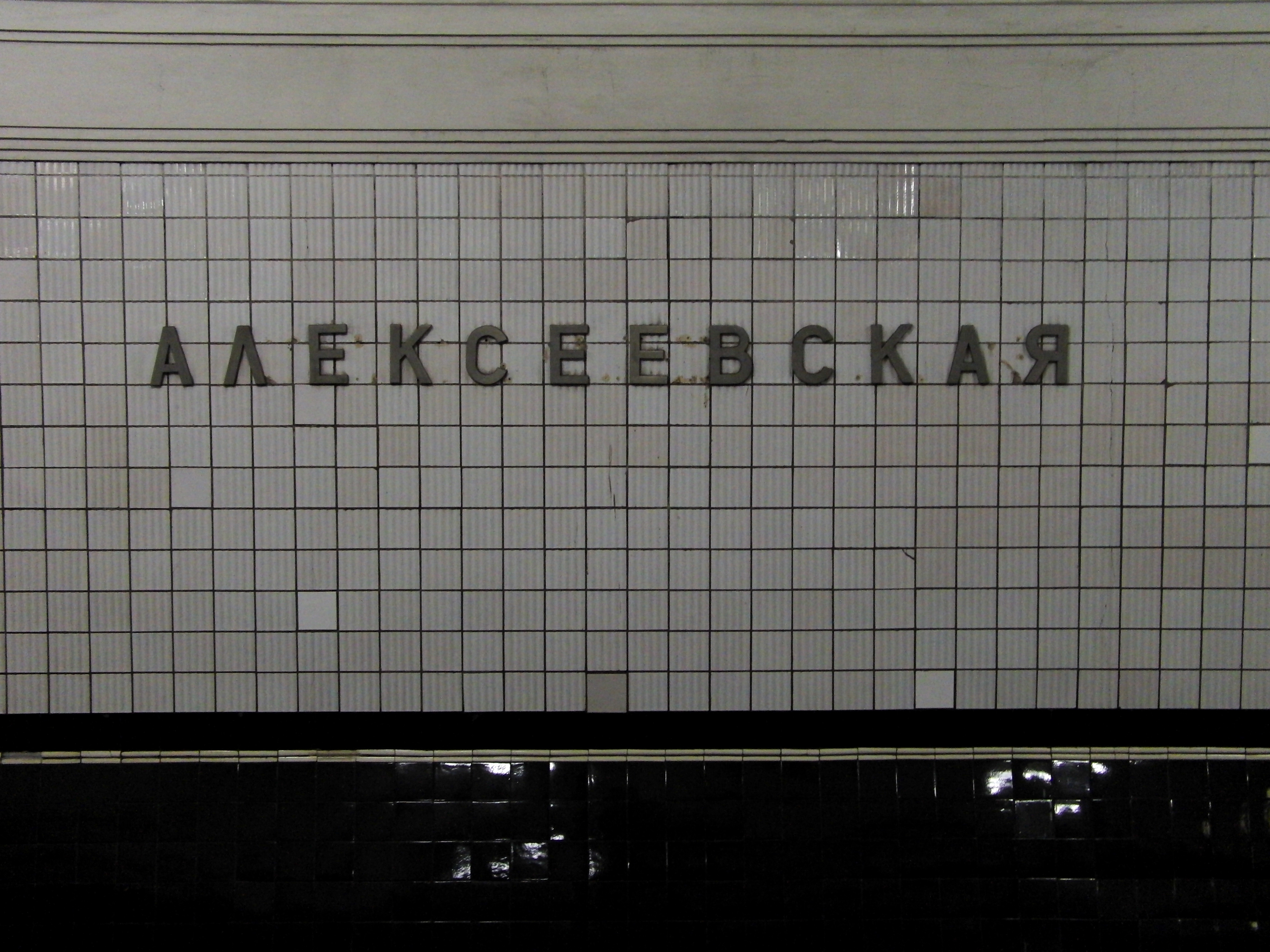
De stationsnaam op de tunnelwand
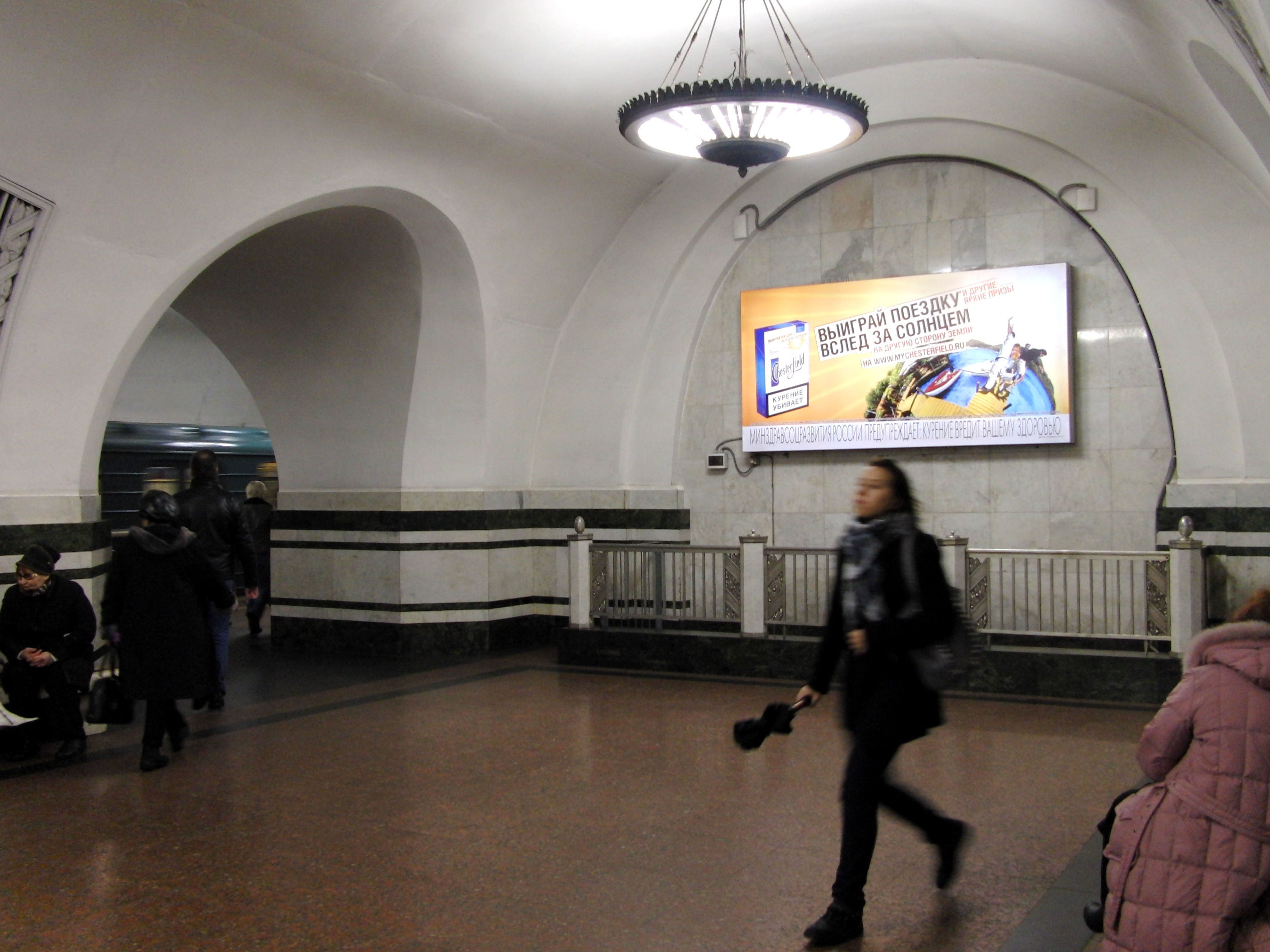
De kopse kant van de middenhal met een van de kroonluchters

## Ligging en inrichting
Het station heeft een rond toegangsgebouw aan een pleintje tussen de huizen aan de Prospekt Mira. De stationshal is met roltrappen verbonden met het perron ten noorden van het toegangsgebouw. Tijdens de bouw werd de schacht voor de roltrappen, als primeur in Rusland, van onder naar boven geboord. Omdat er maar een toegang is zal het station tijdens de geplande vervanging van de roltrappen in 2021 gesloten zijn. Ondergronds is er sprake van een pylonenstation dat is ontworpen door de architecten S.M. Kravets en J.A. Kolesnikova. De ruwbouw is vergelijkbaar met Prospekt Mira, Rizjskaja, VDNCh, Froenzenskaja en Oeniversitet. De gietijzeren schachtringen hebben een diameter van 9,5 meter bij de middenhal en 8,5 meter bij de perrons. Er is sprake van een verkorte middenhal als gevolg van het decreet omtrent de eliminatie van excessen in de architectuur en de bouw van 4 november 1955 dat na Stalins dood kostenbesparingen bij de metrobouw inluidde. Hierdoor is het noordelijke deel van de perrons niet met doorgangen verbonden met de middenhal. De pylonen zijn tot ongeveer halve hoogte bekleed met wit Koelga-marmer met donkergroene marmeren biezen, daarboven zijn de pylonen net als de gewelven wit gekalkt. De bankjes voor reizigers zijn zowel aan de perronzijde als aan de binnenkant van de pylonen geplaatst. Het noordelijke deel van de perrons heeft aan de binnenkant onder het gewelf een marmeren bekleding terwijl de tunnelwand langs het spoor is betegeld met witte en zwarte tegels. De perrons en de vloer van de middenhal bestaan uit rood graniet met grijze granieten lijnen.
De verlichting wordt verzorgd met kroonluchters met tl-buizen vergelijkbaar met die van Koerskaja aan de Koltsevaja-lijn.

## Reizigersverkeer
Door de week vertrekt de eerste metro richting het centrum om 5:38 uur, in het weekeinde om 5:40 uur.
Richting het noorden vertrekt op even dagen de eerste metro om 5:55 uur, op oneven dagen in het weekeinde om 5:53 uur en door de week om 5:54 uur.